# Thailandia ai Giochi della XXVI Olimpiade
La Thailandia partecipò ai Giochi della XXVI Olimpiade, svoltisi ad Atlanta, Stati Uniti, dal 19 luglio al 4 agosto 1996, con una delegazione di 37 atleti impegnati in dieci discipline.